# 秋田国家石油備蓄基地
秋田国家石油備蓄基地（あきたこっかせきゆびちくきち、英文社名：Akita Oil Storage Co.,LTD.）は、秋田県男鹿市船川にある石油備蓄基地。

## 概要
石油公団（現・独立行政法人石油天然ガス・金属鉱物資源機構）が、国家備蓄三千万キロリットル体制の確立を目指し、苫小牧東部国家石油備蓄基地（苫小牧東部地域）、むつ小川原国家石油備蓄基地（むつ小川原開発計画）、福井国家石油備蓄基地（福井臨海工業地帯）、白島国家石油備蓄基地（白島）、上五島国家石油備蓄基地（上五島）とともに建設を進めた石油備蓄基地である。1989年に操業を開始した（全面操業開始は1995年）。
埋め立てて造成された約110ヘクタールの敷地に、約39ヘクタールの西基地と約71ヘクタールの東基地が立地する。備蓄方式は全国初の地中式を採用。西基地は地上式タンク4基と地中式タンク4基、東基地は地中式タンク8基で構成される。建設費は1500億円。
当初は石油公団、日本鉱業（現・ENEOS）、金融機関31行、秋田県などの出資によって設立された旧・秋田石油備蓄が所有・管理にあたっていたが、2004年の国家石油備蓄の直轄事業化に伴い国に移管された。操業管理は旧・秋田石油備蓄を前身として設立された「秋備株式会社」が受託した。現在、備蓄基地は独立行政法人石油天然ガス・金属鉱物資源機構が所有している。
秋備は2007年に「秋田石油備蓄株式会社」に商号変更した。また、2018年に東京電力ホールディングス傘下の東京電力フュエル&パワーが、政府系機関が実施した入札で、本基地を含め4か所の操業を2018年度から5年間、合計約180億円で落札したことに伴い、同年6月、秋田石油備蓄は東京電力フュエル&パワーのグループ企業となった。

## 沿革
- 1982年（昭和57年）
  - 1月 - 石油公団が備蓄基地の立地を決定。
  - 3月 - 旧・秋田石油備蓄株式会社設立。
- 1989年（平成元年） - 一部操業開始。
- 1995年（平成7年） - 全面操業開始。
- 2003年（平成15年） - 風力発電完成。
- 2004年（平成16年） - 国の直轄事業化、秋備株式会社が操業管理の受託開始。
- 2007年（平成19年） - 秋備が秋田石油備蓄株式会社に商号変更。

## 設備
- 備蓄施設容量 - 約450万 キロリットル
- 貯油タンク - 16基
  - 100,000 キロリットル × 2基
  - 120,000 キロリットル × 2基
  - 305,000 キロリットル × 4基
  - 353,000 キロリットル × 8基
- 消防車 - 大型化学高所放水車、泡原液搬送車、甲種普通化学消防車等
- 船舶 - 消防船、オイルフェンス展張船、油回収船、作業船